# Ambatofinandrahana (Distrikt)

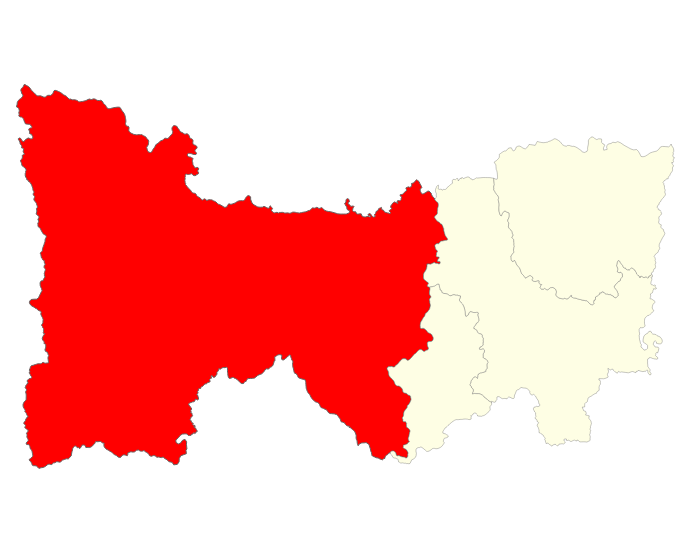
Der Distrikt Ambatofinandrahana liegt im Westen Amoron’i Manias

Ambatofinandrahana ist ein Distrikt in der Region Amoron’i Mania in Madagaskar. Der Hauptort dieses Distrikts ist Ambatofinandrahana.

## Geografie
Ambatofinandrahana ist einer von vier Distrikten in der Region Amoron’i Mania, in der Provinz Fianarantsoa im zentralen Hochland Madagaskars. Der Distrikt liegt durchschnittlich auf 1500 m Höhe. In Ambatofinandrahana leben auf einer Fläche von 10.386 km² knapp 116.000 Menschen.
Zu dem Distrikt gehören neun Gemeinden:
- Ambatofinandrahana
- Ambatomifanongoa
- Ambondromisotra
- Amborompotsy
- Fenoarivo
- Itremo
- Mandrosonoro
- Mangataboahangy
- Soavina

## Wirtschaft und Infrastruktur

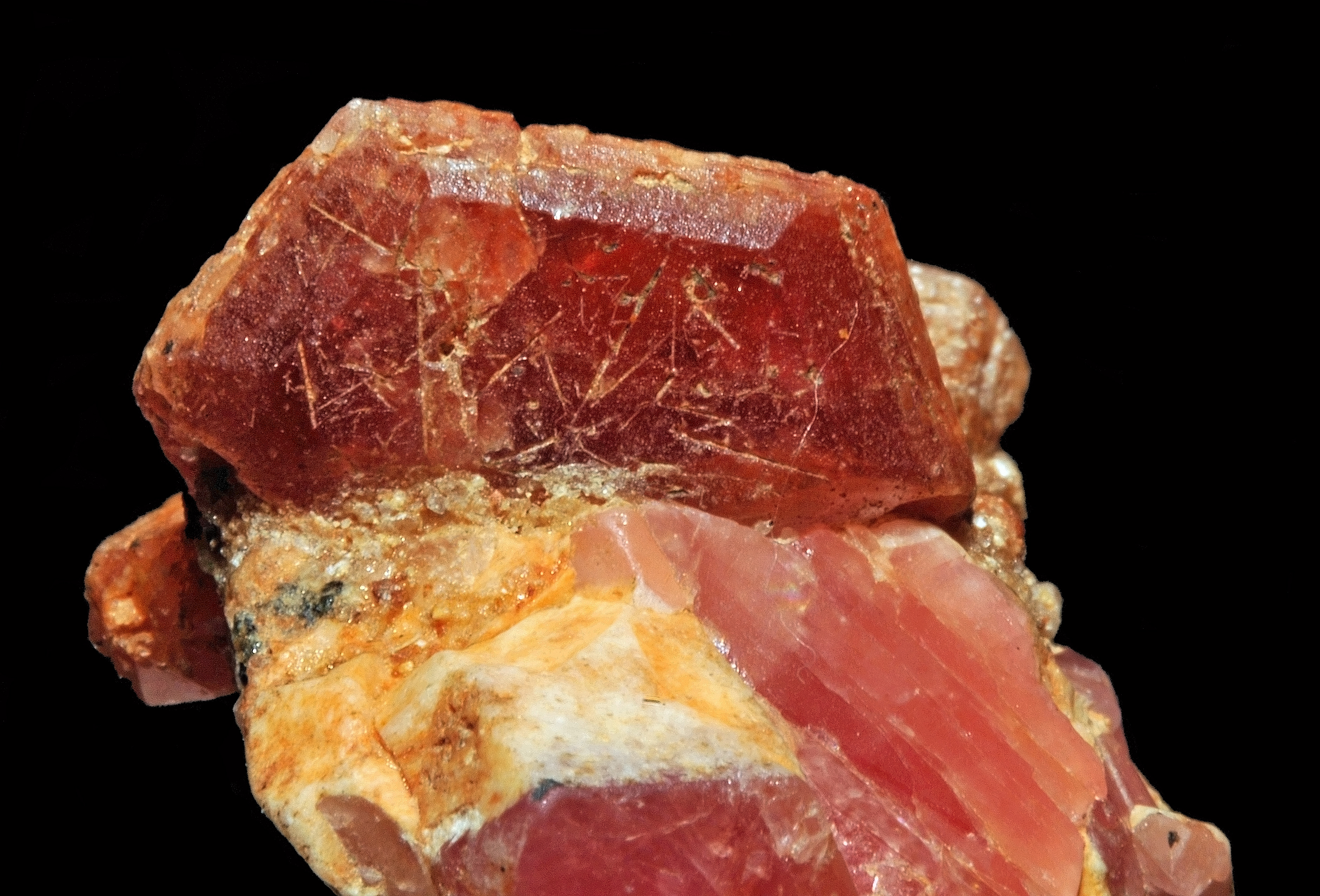
Pezzottait aus der Typlokalität „Sakavalana“ (Kristallgröße 14 mm)

Die Region ist reich an Mineralen. Bisher gab es rund 70 registrierte Funde (Stand: 2013). So konnten im Itremo-Massiv unter anderem Quarz in verschiedenen Ausbildungsvarianten, verschiedene Apatite, Berylle und Turmaline, der zu den Glimmern gehörende Muskovit bzw. seine grüne Varietät Fuchsit sowie der sehr seltene Berlinit gefunden werden. Die Minerale werden von Einheimischen aus der Region abgebaut.
Der Distrikt Ambatofinandrahana, genauer die Edelstein-Mine „Sakavalana“ nahe Mandrosonoro, gilt für das Mineral Pezzottait zudem als Typlokalität.